# Jugador Mundial de la FIFA 1991

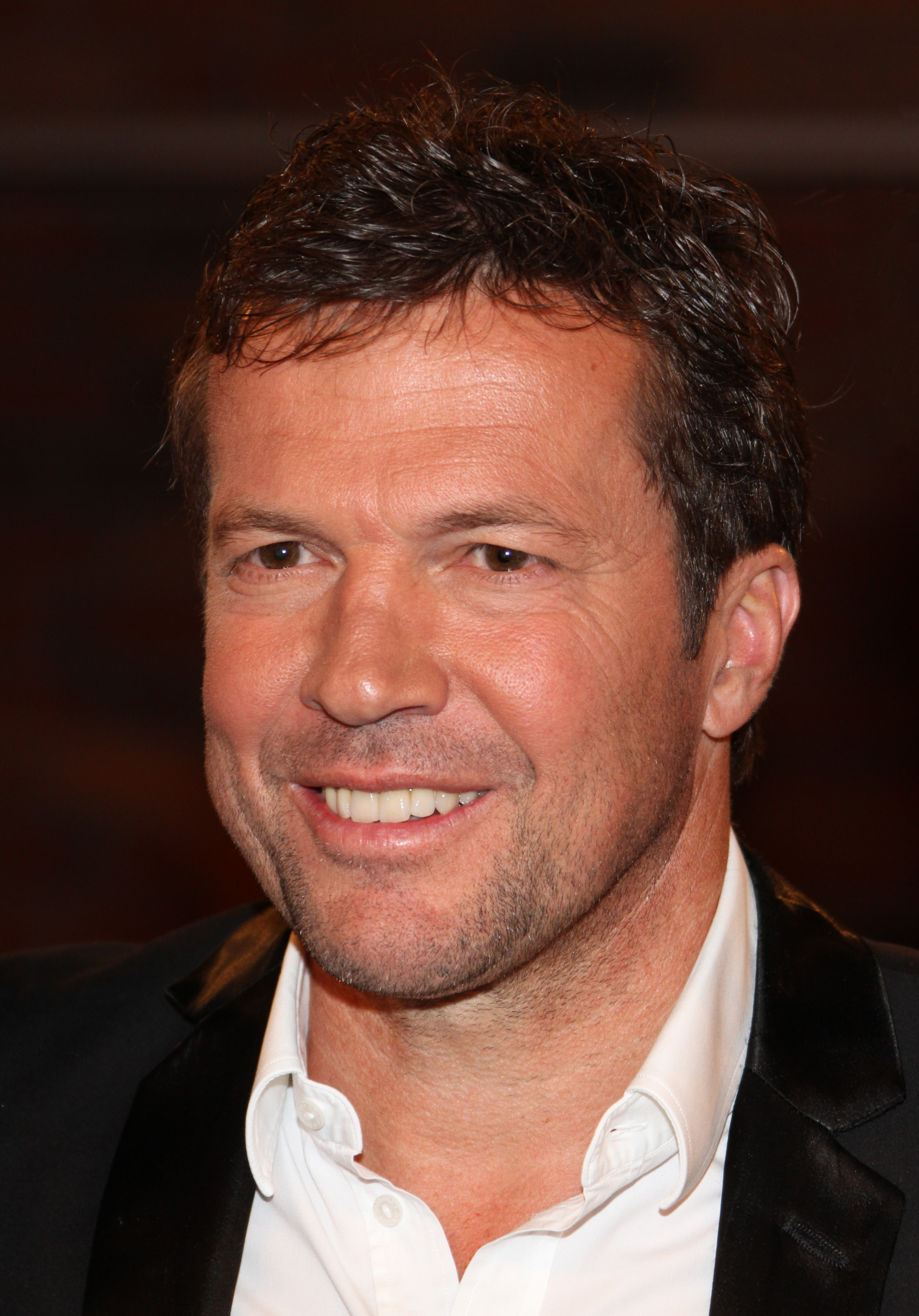
Lothar Matthäus

La primera entrega de este premio tuvo como ganador al alemán Lothar Matthäus (Inter de Milán). El segundo puesto fue para el francés Jean-Pierre Papin (Olympique Marsella) y el tercer puesto para el inglés Gary Lineker (Tottenham Hotspur).

## Posiciones finales
A continuación se muestran los jugadores que coparon los diez primeros puestos en esta edición.
| Puesto | Jugador           | Equipo                      | Puntos |
| ------ | ----------------- | --------------------------- | ------ |
| 1º     | Lothar Matthäus   | Inter de Milán              | 128    |
| 2º     | Jean-Pierre Papin | Olympique Marsella          | 113    |
| 3º     | Gary Lineker      | Tottenham Hotspur           | 40     |
| 4º     | Robert Prosinečki | Estrella Roja / Real Madrid | 38     |
| 5º     | Marco van Basten  | AC Milan                    | 23     |
| 6º     | Franco Baresi     | AC Milan                    | 12     |
| 7º     | Iván Zamorano     | Sevilla                     | 10     |
| 8º     | Andreas Brehme    | Inter de Milán              | 9      |
| 9º     | Gianluca Vialli   | Sampdoria                   | 8      |
| 10º    | Enzo Scifo        | Auxerre / Torino            | 7      |